# 3GPP Long Term Evolution
LTE (Long Term Evolution) is een 'high performance'-dataoverdrachtsysteem dat als 3.9G-standaard wordt beschouwd.

## Download- en uploadsnelheid
We gaan uit van een 2×20 MHz-frequentieruimte, voor 2×5, 2×10, 2×15 MHz kan naar verhouding gedeeld worden.
| Antennes:       | Piek downloadsnelheid: |
| --------------- | ---------------------- |
| 1               | 100 Mbit/s             |
| 2X2 MIMO 64-QAM | 172 Mbit/s             |
| 4X4 MIMO 64-QAM | 326 Mbit/s             |

| Protocol:  | Piek uploadsnelheid: |
| ---------- | -------------------- |
| LTE        | 50 Mbit/s            |
| LTE 16-QAM | 57,8 Mbit/s          |
| LTE 64-QAM | 86,4 Mbit/s          |

Upload werkt via 1 antenne.

## Aanbieders

### Nederland
Op 15 juli 2010 had Tele2 als eerste provider in Nederland een functionerend LTE-netwerk.
Kort daarna hadden KPN, Vodafone en T-Mobile ook haar eerste LTE-netwerken in de lucht. 
Dit waren weliswaar kleine gebieden (met een selecte groep van gebruikers) die voornamelijk zijn gebouwd vanwege de 2,6GHz-vergunningsverplichtingen.

#### Frequentieveiling 2012
In 2012 vond de veiling van frequenties plaats op de grootste Nederlandse telecomveiling aller tijden. Tijdens deze veiling konden telecomproviders onder andere bieden op de frequenties die nodig zijn om het 4G-netwerk mogelijk te maken. Vodafone, KPN, T-Mobile en Tele2 kregen de frequenties in handen. Deze providers mogen de komende 17 jaar 4G-telecomdiensten aanbieden in Nederland. Andere providers zullen gebruik moeten maken van de bestaande netwerken van bijvoorbeeld KPN en T-Mobile. 
KPN is als eerste gestart met het ombouwen van de locaties. Direct na de toewijzing van de frequenties is KPN begonnen met het ombouwen van de locaties in Amsterdam en omgeving naar LTE800 (2×10 MHz).
KPN was al enkele jaren geleden begonnen met de plannen voor de ombouw. Mede daardoor hebben ze de voorsprong van 1 tot 1,5 jaar op de andere providers. KPN heeft in februari 2013 het 4G netwerk aangezet.
Vodafone was de tweede provider die het netwerk openstelde. In augustus 2013 ging het netwerk live in Amsterdam, Rotterdam, Den Haag en Utrecht. Vodafone rolt in tegenstelling tot KPN direct uit naar LTE800 (2×10 MHz) en LTE1800 (2×20 MHz) Hiermee hebben ze een voordeel voor de gebruikers van de iPhone 5. Het nadeel is dat Vodafone LTE1800 niet landelijk gaat uitrollen. Dat is te kostbaar aangezien ze ook LTE800 hebben wat veel meer dekking creëert. Door LTE-CA (CA= Carrier Aggregation) toe te passen zal Vodafone de hoogste snelheid (downlink = 225 Mbit/s peakrate) kunnen aanbieden op plekken waar zowel LTE800 + LTE1800 actief is. Carrier aggregation is onderdeel van LTE-Advanced, waarmee in de toekomst tot maximaal vijf LTE-banden van maximaal 20 MHz (gezamenlijk 100 MHz) kunnen worden gecombineerd. 
Als derde in de rij heeft T-Mobile Nederland zijn 4G-netwerk opengesteld op 18 november 2013 voor alle klanten. Een aantal gebruikers had al eerder toegang tot het netwerk, T-Mobile heeft dat gebruikt om het netwerk te testen. Groot-Amsterdam, Rotterdam, Utrecht en delen van Den Haag waren de eerste plaatsen met toegang tot het 4G-netwerk. Alle klanten van T-Mobile met de iPhone 5 krijgen direct toegang tot het LTE-netwerk. De nieuwere iPhones 5S, 5C en 6 werken op alle netwerken. De iPhone 6 heeft op 4G+-netwerken een lagere theoretische snelheid dan de Samsung Galaxy Note 4 en Samsung Galaxy Alpha.
LTE1800 reikt wel veel minder ver dan LTE800. T-Mobile heeft geen 800 MHz bemachtigd in de veiling, daardoor zal T-Mobile meer antennes moeten voorzien van LTE met een hogere band en het langer duren voordat er landelijke dekking zal zijn en zal er binnenshuis ook mindere dekking zijn. T-Mobile heeft al wel aangekondigd LTE op de 900 MHz te lanceren, wat dezelfde voordelen heeft als LTE op 800 MHz.

#### Planning
KPN rondt de landelijke dekking (>95%) in het 1e kwartaal van 2014 af.
Vodafone heeft landelijke populatie dekking (>95%) sinds september 2014.
T-Mobile verwacht eind 2015 landelijke dekking te hebben.
Tele2 moet nog beginnen met de uitrol, maar landelijke dekking zal ongeveer gelijk/achter lopen met die T-Mobile, dus eind 2015/begin 2016.

### België
In België biedt vanaf 5 november 2012 enkel Proximus LTE aan in een beperkt aantal steden. Daarnaast liet ook BASE weten LTE nog te willen aanbieden in 2012 en ook Mobistar zegt interesse te hebben in LTE.
Telenet start met het testen van LTE in Mechelen. Het heeft daarvoor een testlicentie gekregen van het BIPT. De kabelaar verwacht downloadsnelheden tot 80 Mb/s.

## Frequentieveiling

### Nederland
De Nederlandse frequentieveiling begon op 1 oktober 2012 en duurde langer dan verwacht. De geschatte opbrengst werd getaxeerd op minder dan € 1 miljard. Naast bestaande frequenties die zijn geveild omdat de vergunningen begin 2013 afliepen, zijn er ook vergunningen geveild voor nieuwe frequentiebanden. In totaal zijn er 41 vergunningen geveild met een looptijd van 17 jaar. Er ontstond een felle biedingsstrijd tussen de bestaande telecomproviders, KPN, Vodafone en T-Mobile Nederland, die alle drie het spectrum van 800 en 900 MHz wilden hebben. In totaal werd € 3,8 miljard betaald voor het gebruik van de frequenties. Het was een recordopbrengst, een eerdere veiling in 2000 bracht € 2,7 miljard op. Marktleider KPN en Vodafone betaalden elk ruim € 1,3 miljard en T-Mobile € 911 miljoen. T-Mobile koopt net als KPN 15 vergunningen. Er is daarnaast één nieuwkomer op de telecommarkt: Tele 2, dat € 161 miljoen heeft betaald voor twee vergunningen. Twee kabelmaatschappijen, UPC en Ziggo, deden gezamenlijk mee aan de veiling, maar zij trokken zich tijdens het proces terug omdat het bedrag te ver opliep.
| Operator | Band    | Spectrum | Band    | Spectrum        | Band     | Spectrum | Band TDD | Spectrum   | Band     | Spectrum   | Band TDD | Spectrum | Band     | Spectrum |
| -------- | ------- | -------- | ------- | --------------- | -------- | -------- | -------- | ---------- | -------- | ---------- | -------- | -------- | -------- | -------- |
| KPN      | 800 MHz | 2×10 MHz | 900 MHz | 2×10 MHz        | 1800 MHz | 2×20 MHz | 1900 MHz | 1×5 MHz    | 2100 MHz | 2×19,8 MHz | 2600 MHz | 1×30 MHz | 2600 MHz | 2×10 MHz |
| Vodafone | 800 MHz | 2×10 MHz | 900 MHz | 2×10 MHz (eGSM) | 1800 MHz | 2×20 MHz | 1900 MHz | 1×5,4 MHz  | 2100 MHz | 2×19,6 MHz |          |          | 2600 MHz | 2×10 MHz |
| T-Mobile |         |          | 900 MHz | 2×15 MHz        | 1800 MHz | 2×30 MHz | 1900 MHz | 1×24,6 MHz | 2100 MHz | 2×20 MHz   | 2600 MHz | 1×25 MHz | 2600 MHz | 2×5 MHz  |
| Tele2    | 800 MHz | 2×10 MHz |         |                 |          |          |          |            |          |            | 2600 MHz | 1×5 MHz  | 2600 MHz | 2×20 MHz |
| ZUM      |         |          |         |                 |          |          |          |            |          |            |          |          | 2600 MHz | 2×20 MHz |

### België
De Belgische overheid gaat ook in 2013 de 800 MHz-frequenties veilen voor het gebruik van LTE. Er zijn al LTE-netwerken operationeel op de 1800 MHz-band van onder meer Mobistar en Proximus. De lagere frequenties maken het mogelijk dat een groter gebied met een mast bediend kan worden en lagere frequenties dringen ook beter door in gebouwen.

### Italië
| Operator | Band    | Spectrum | Band    | Spectrum | Band     | Spectrum | Band     | Spectrum               | Band     | Spectrum         | Band     | Spectrum |
| -------- | ------- | -------- | ------- | -------- | -------- | -------- | -------- | ---------------------- | -------- | ---------------- | -------- | -------- |
| Iliad    |         |          | 900 MHz | 2x5 MHz  |          |          | 1800 MHz | 2x10 MHz               | 2100 MHz | 2x10 MHz         | 2600 MHz | 2x10 MHz |
| TIM      | 800 MHz | 2×10 MHz |         |          | 1500 MHz | 20 MHz   | 1800 MHz | 2×(10 of 15 of 20) MHz | 2100 MHz | 2×5 MHz          | 2600 MHz | 2×15 MHz |
| Vodafone | 800 MHz | 2×10 MHz |         |          | 1500 MHz | 20 MHz   | 1800 MHz | 2×(10 of 15 of 20) MHz | 2100 MHz | 2×(5 of 10) MHz  | 2600 MHz | 2×15 MHz |
| Wind Tre | 800 MHz | 2×10 MHz |         |          |          |          | 1800 MHz | 2x(15 of 20) MHz       | 2100 MHz | 2x(10 of 15) MHz | 2600 MHz | 2×20 MHz |

## Uitrol

### België
Op 28 juni 2011 kondigde Belgiës grootste telecomoperator Belgacom de uitrol van 's lands eerste LTE-netwerk aan. Op 28 november kondigde het bedrijf het verkrijgen van een LTE-licentie van de telecomregulator aan. Op 3 juli 2012 werd de uitrol in 5 grote steden bevestigd (Antwerpen, Gent, Leuven, Luik en Namen) en de commerciële uitrol vóór het einde van 2012 aangekondigd.
Het Brussels Gewest hanteert strenge stralingsnormen maar desondanks zou LTE er uitgerold (kunnen) worden.
Sinds einde 2013 heeft Proximus z'n LTE-netwerk uitgerold over heel België.

### Nederland
Op 15 januari 2013 maakte KPN als eerste provider van Nederland de prijzen voor het LTE-netwerk bekend. Vanaf 4 februari dat jaar is het netwerk geactiveerd en sinds eind maart 2014 heeft KPN met ruim 95% van de bevolking vrijwel landelijke LTE-dekking.
In Nederland zijn drie aanbieders aanwezig die in staat zijn een goede landelijke dekking en goede verbindingen in gebouwen kunnen te leveren op basis van de uitkomst van de frequentieveiling. Dat zijn KPN, Vodafone en Tele2, die 800 MHz-frequenties hebben verworven.
T-Mobile, die in november 2013 is begonnen met het aanbieden van LTE,  is in het begin alleen in staat om LTE op 1800 MHz in te zetten en zal dit gelijk aanvullen met UMTS900 om een voldoende breedbandige verbinding te kunnen leveren. Aangezien alle LTE-toestellen geschikt zijn voor UMTS 900 MHz, ondersteunen ze ook LTE900. Hierdoor zal T-Mobile deze frequentie snel in kunnen zetten voor LTE.
KPN is al begonnen met de UMTS900 en loopt daarmee voor op de andere providers. T-Mobile is in 2014 begonnen met de UMTS900 uitrol en verwacht eind 2015 landelijk UMTS900 te hebben. Vodafone heeft nog niet bekendgemaakt of ze hier ook gebruik van gaan maken, de verwachting is dat dit niet gaat gebeuren. Vodafone biedt nu enkel nog GSM op de 900 MHz en heeft daar maar 10 MHz (1800 MHz nu in gebruik voor 4G).
Het zal lastig zijn om ruimte te maken voor UMTS900. Daarnaast is dit (E)GSM-spectrum, dat naast het spectrum ligt van GSM-R. GSM-R (Pro-Rail) heeft snel last van storing als er iets anders van GSM gebruikt wordt in de buurt van de GSM-R-band.

## 2018
LTE-Advanced (een verbeterde versie van 3GPP, zie infobox rechts) wordt als 4G gebruikt. In vergelijking met andere draadloze communicatienormen gaat LTE-Advanced een belangrijke stap verder. Het stelt nog hogere technische indicatoren in.
In Azië wordt geïnvesteerd in de uitrol van 5G, dat rond 2020 uitgerold zou moet worden in het continent. Wanneer in Nederland gebruikgemaakt kan worden van 5G is onbekend. Wel is er door de Europese Commissie 700 miljoen euro vrijgemaakt voor het opzetten van een 5G-netwerk in Europa.